# Wise Quacks (film, 1939)
 (juin 2021).
Si vous disposez d'ouvrages ou d'articles de référence ou si vous connaissez des sites web de qualité traitant du thème abordé ici, merci de compléter l'article en donnant les références utiles à sa vérifiabilité et en les liant à la section « Notes et références ».
Wise Quacks est un cartoon réalisé par Robert Clampett, sorti en 1939. Il met en scène Daffy Duck et Porky Pig.